# Baptodoris
Baptodoris Bergh, 1884 è un genere di molluschi nudibranchi della famiglia Discodorididae.

## Tassonomia
Comprende le seguenti specie:
- Baptodoris cinnabarina Bergh, 1884 - specie tipo
- Baptodoris mimetica Gosliner, 1991
- Baptodoris peruviana (d'Orbigny, 1837)
- Baptodoris phinei Valdés, 2001
- Baptodoris stomascuta (Bouchet, 1977)